# 12.º Prêmio Capes de Tese (2017)
O 12º Prêmio Capes de Tese foi um evento organizado em 2017 pela Coordenação de Aperfeiçoamento de Pessoal de Nível Superior (CAPES) com o propósito de premiar as melhores teses de doutorado, de diferentes campos científicos, que foram defendidas no ano de 2016 em instituições de ensino superior brasileiras.
Nesta 12ª edição do Prêmio Capes, entre as teses de doutorado que foram defendidas no ano de 2016 e que haviam sido inscritas pelos programas de pós-graduação stricto sensu de instituições de ensino superior (IES) que participaram do concurso, uma parte delas foram selecionadas como vencedoras, enquanto outras receberam menção honrosa.

## Grande Prêmio de Tese
Em 2017, o Prêmio Capes de Tese interrompeu a tradição de homenagear nomes da história da ciência no Brasil, porém manteve as três categorias que compõem o Grande Prêmio Capes de tese que estão divididas nas seguintes áreas:
- Engenharias, Ciências Exatas e da Terra e Multidisciplinar (Materiais e Biotecnologia);
- Ciências Biológicas, Ciências da Saúde e Ciências Agrárias;
- Ciências Humanas, Linguística, Letras e Artes e Ciências Sociais Aplicadas e Multidisciplinar (Ensino).

## Vencedores
Na edição de 2017 que avaliou as teses de doutorado defendidas em 2016, os vencedores do Grande Prêmio foram as seguintes:

### Grande Prêmio Capes de Tese
|                             | Prêmio da categoria                                                                                    | Tese | Autor(a)                           | Orientador(a)                                   | Universidade | Acesso à tese | Ref. |
| Grande Prêmio Capes de Tese | Engenharias, Ciências Exatas e da Terra e Multidisciplinar (Materiais e Biotecnologia)                 | Avanços teóricos e experimentais em Termodinâmica Quântica                                                           | Tiago Barbin Batalhão              | Roberto Menezes Serra                           | UFABC        |               |      |
| Grande Prêmio Capes de Tese | Ciências Biológicas, Ciências da Saúde e Ciências Agrárias                                             | Mecanismos de estresse neuronal, disfunção sináptica e neuroproteção em modelos experimentais da Doença de Alzheimer | Mychael Vinícius da Costa Lourenço | Sérgio Teixeira Ferreira, Fernanda G. de Felice | UFRJ         |               |      |
| Grande Prêmio Capes de Tese | Ciências Humanas, Linguística, Letras e Artes e Ciências Sociais Aplicadas e Multidisciplinar (Ensino) | A tutela jurídica da liberdade acadêmica no Brasil: a liberdade de ensinar e seus limites                            | Amanda Costa Thomé Travincas       | Ingo Wolfgang Sarlet                            | PUC-RS       |               |      |